# 443 (číslo)
Čtyři sta čtyřicet tři je přirozené číslo. Následuje po číslu čtyři sta čtyřicet dva a předchází číslu čtyři sta čtyřicet čtyři. Římskými číslicemi se zapisuje CDXLIII a řeckými číslicemi υμγ.

## Matematika
443 je:
- Deficientní číslo
- Prvočíslo Sophie Germainové
- Nešťastné číslo

## Astronomie
- (443) Photographica je planetka hlavního pásu, kterou objevili v roce 1899 Max Wolf a Arnold Schwassmann

## Roky
- 443
- 443 př. n. l.